# Французький Індокитай
Францу́зький Індокита́й (фр. Indochine française, в'єт. Đông Dương thuộc Pháp), офіційно відомий як Індокитайський союз, з 1941 року — Індокитайська Федерація (фр. Fédération indochinoise, в'єт. Liên đoàn Đông Dương) — колишнє французьке колоніальне володіння у Південно-Східній Азії у 1887—1954 роках. До складу Французького Індокитаю входили В'єтнам (з протекторатами Аннамом і Тонкіном і колонією Кохінхіна), Лаос і Камбоджа.
Після розгрому та капітуляції Франції Третьому Рейху колонія перебувала під керівництвом уряду Віші, а у березні 1945 року була окупована японськими військами, що скинули колоніальну владу та заснували маріонеткову державу — В'єтнамську імперію на чолі з Бао Дай. Якийсь час території Французького Індокитаю перебували під японською окупацією, а після капітуляції Японської імперії у серпні 1945 року сталася Серпнева революція, яка повалила колоніальне правління у В'єтнамі. Антиколоніальна війна в'єтнамських націоналістів, об'єднаних під егідою політичного руху В'єтмінь, проти французької колоніальної адміністрації за національну незалежність, точилася у 1945—1954 роках.
До 1954 року усі три країни (В'єтнам, Лаос та Камбоджа) здобули незалежність. 1949 році була проголошена Держава В'єтнам на чолі з колишнім імператором Бао Дай, а 22 жовтня та 9 листопада 1953 року були проголошені незалежні королівства Лаос та Камбоджа відповідно. Водночас територія В'єтнаму була поділена по 17-ій паралелі таким чином, що Тонкін та північна частина Аннама увійшли до складу Демократичної Республіки В'єтнам (столиця — Ханой), а Кохінхіна і південна частина Аннама утворили Республіку В'єтнам (столиця — Сайгон).
На підставі рішень Женевської конференції 1954 року Франція вивела свої війська та остаточно ліквідувала колонію Французький Індокитай.

## Історія

### Перші спроби французького проникнення у В'єтнам

Французька експансія в Індокитаї

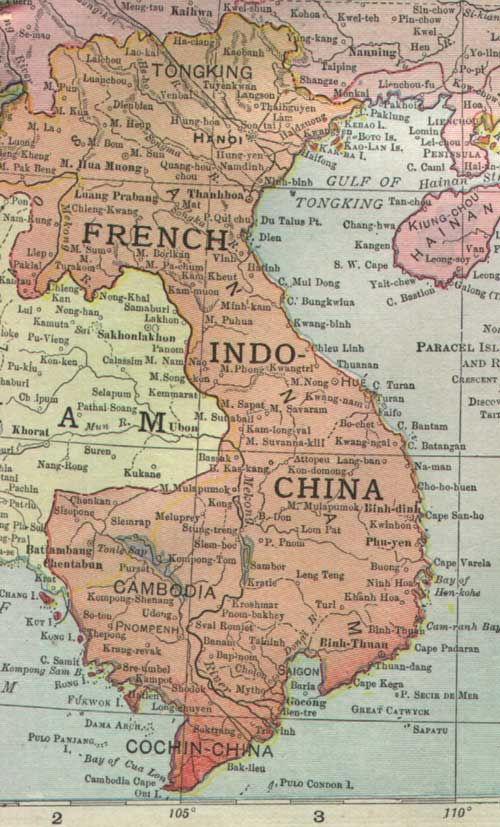
Французький Індокитай в 1913

Французько-в'єтнамські відносини ведуть свою історію від початку XVII століття, коли до В'єтнаму прибув засновник Паризького товариства закордонних місій єзуїтський монах Александр де Род. Приблизно в цей час В'єтнам вів експансіоніську політику просування на південь — «Нам Тінь», з метою окупації дельти Меконгу, територій, що перебували у складі Кхмерської імперії і, меншою мірою, королівства Чампа, якій вони завдали поразки ще в 1471 році.
Протягом XVIII століття європейське втручання у В'єтнам обмежувалося лише торгівлею, втім робота місіонерів-єзуїтів продовжувалася й мала значний успіх серед місцевого населення. У 1787 році французький католицький священик П'єр Піньо де Бєен, звернувся до французького уряду з проханням організувати французьких військових добровольців, для надання допомоги тамтешньому князю Нгуен Тхе-то, останньому в його династії у відвоюванні земель, що були захоплені його противниками династії Тейшон. Піньо де Бєен загинув у В'єтнамі, але його війська воювали до 1802 року, підтримуючи Нгуєна Тхе-то.

### XIX століття
З початку XIX століття Французька колоніальна імперія стала все більш активно втручатися у справи у В'єтнамі; часто французьке втручання здійснювалося з метою захисту роботи Паризького товариства закордонних місій у країні. Зі свого боку, династія Нгуєн все більше сприймала католицьких місіонерів як політичну загрозу своїй владі.
У 1858 році короткий період об'єднання країни під владою Нгуєнів закінчився успішною атакою французького флоту під командуванням адмірала Шарля Ріго де Женулі за наказом Наполеона III на Туран (сучасний Дананг). До початку атаки французький дипломат Шарль де Монтіньї намагання врегулювати виниклий конфлікт мирним шляхом, але марно. Франція направила свої військові сили, щоб припинити переслідування та вигнання католицьких місіонерів у В'єтнамі.
Розпочата об'єднаними військово-морськими експедиційними силами Французької та Іспанської імперій каральна експедиція проти династії Нгуєнів, поступово перетворилася на справжню війну. Амбітний французький імператор Наполеон III, вирішив розгорнути все більші контингентів, які підкорили територію Дай Нама та встановили французьке військове та економічне панування.

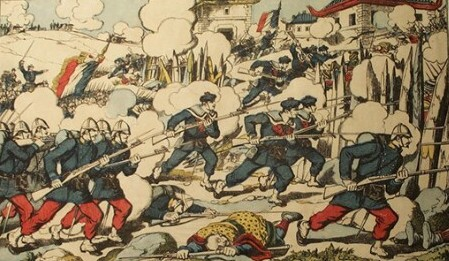
Бій за Лангшон. 1884

5 червня 1862 року в'єтнамці поступилися і підписали Сайгонський договір, згідно з яким вони погодилися легалізувати вільну практику католицької релігії; відкрити торгівлю в дельті Меконг і в трьох портах у гирлі Червоної річки на півночі В'єтнаму; поступилися Франції провінціями Бінь Хя, Гіа Дьонх і Дьонх Тханг разом з островами Поуло Кондор; і виплатити репарації в розмірі мільйона доларів.
Таким чином, перша війна між французами та в'єтнамцями завершилася заснуванням французької колонії Кочінхіна і відкрила майже століття французького колоніального панування в Індокитаї.
У 1863 році камбоджійський король Нородом звернувся з проханням утворити французький протекторат над своєю країною. У 1867 році Сіам (сучасний Таїланд) відмовився від сюзеренітету над Камбоджею і офіційно визнав французький протекторат над Камбоджею в обмін на контроль над провінціями Баттамбанг і Сіємреап, які офіційно стали частиною Таїланду (1906 році ці провінції були повернуті назад до Камбоджі договором про кордон між Францією та Сіамом).

### Заснування
З червня 1883 року Франція розпочала наступну колоніальну кампанію, метою якої було захоплення Тонкіна (північної частини сучасного В'єтнаму) і встановлення тут французького протекторату. Противниками французів на різних етапах кампанії були Армія чорного прапора під керівництвом Лю Юнфу і китайські війська з провінцій Гуансі і Юньнань.

Резиденція генерал-губернатора Французького Індокитаю. Початок XX століття

У серпні 1884 року розпочалася франко-китайська війна, хід якої вплинув на перебіг подій на півночі В'єтнаму. В липні 1885 року під керівництвом націоналістичного руху Канвионг спалахнуло масове повстання населення в Аннамі, що примусило французьку колоніальну адміністрацію терміново перекинути з китайського фронту значну кількість своїх військ. На придушення народного протесту з цього угруповання було сформовано Тонкінський експедиційний корпус, який з моря та на річках підтримували канонерські човни Тонкінської флотилії.
У квітні 1886 року військову кампанію в Тонкіні було офіційно завершено, експедиційний корпус був скорочений до розмірів дивізії, але на справді Тонкін не було остаточно підкорений французами аж до 1896 року.
17 жовтня 1887 року з Аннама, Тонкіна, Кохінхіни (які разом утворюють сучасний В'єтнам) та Королівства Камбоджі був утворений Французький Індокитай. Після французької перемоги у франко-сіамській війни 1893 року до Французького Індокитаю був доданий Лаос. У чотирьох протекторатах французи офіційно залишили при владі місцевих правителів, які були імператорами В'єтнаму, королів Камбоджі та царів Луанг Прабанга, але насправді зосередили усі важелі правління у своїх руках, місцеві правителі виступають лише як «місцеві політичні фігури».

### Правління Третьої французької республіки
Французька експансія на Індокитайському півострові призвела до територіального конфлікту та врешті-решт до франко-сіамської війни 1893 року. Французька влада в Індокитаї використовувала прикордонні суперечки, а також морський інцидент у Пакнамі, щоб спровокувати кризу. Незабаром французькі канонерські човни з'явилися у Бангкоку і вимагали відмовитися від лаоських територій на схід від річки Меконг. Король Чулалонгкорн звернувся за підтримкою до британців, але британський міністр порадив королю погодитися на будь-яких умовах, які він міг отримати, і у нього не лишилося іншого вибору, як виконувати. Єдиним жестом допомоги з боку Великої Британії була угода з Францією, яка гарантувала цілісність решти Сіаму. В обмін на це Сіам мав відмовитися від своїх прав на тайськомовний регіон Шан у північно-східній Бірмі та поступитися ним англійцям, а Лаосом на користь Франції.

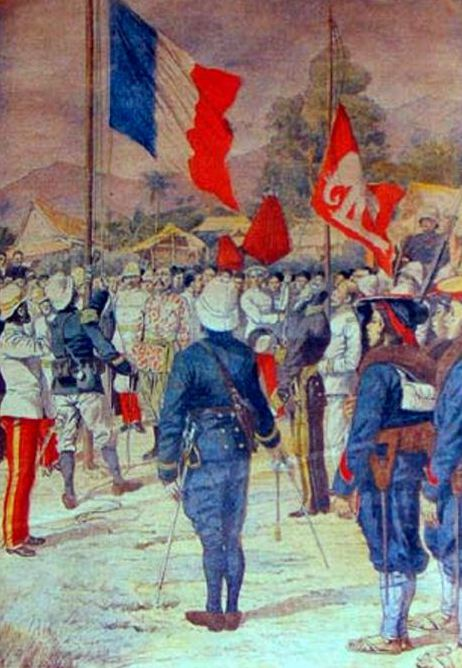
Французька окупація Трата. 22 січня 1904

Проте, на цьому агресивна політика Парижа по відношенню до Сіама не завершилася. З 1902 року французька колоніальна влада стала висувати претензії щодо передачі під свій контроль територій на західному березі Меконг напроти Луанґпхабанґа та навколо Тямпатсак на півдні Лаосу, а також західної Камбоджі. Також Франція окупувала західну частину Чантабурі. Конфлікт наростав, і в 1904 році, щоб повернути Чантабурі, Сіам вже мав віддати Трат і Кахконг до складу Французького Індокитаю.
23 березня 1907 року Трат знову став частиною Таїланду в обмін на багато районів на схід від Меконг, таких як Баттамбанг, Сіам Нахон і Сісофон.
У 1930-х роках Сіам примусив Францію до низки переговорів щодо повернення сіамських провінцій, які захопили французи. У 1938 році під час правління Народного фронту Франція погодилася репатріювати Ангкор-Ват, Ангкор-Тхом, Сіємреап, Сіємпанг та навколишні провінції (приблизно 13) зворотно до складу Сіаму.
10 лютого 1930 року в гарнізоні французької колоніальної армії міста Єнбай розпочалося повстання в'єтнамських солдатів, яке очолили лідери Національної партії В'єтнаму. Цей заколот був жорстоко придушений французькими військами, а його лідери, в тому числі керівник НПВ Нгуєн Тхай Хок, страчені. Метою повстання було надихнути на більш широке повстання усі верстви населення під гаслом повалення колоніальної влади.

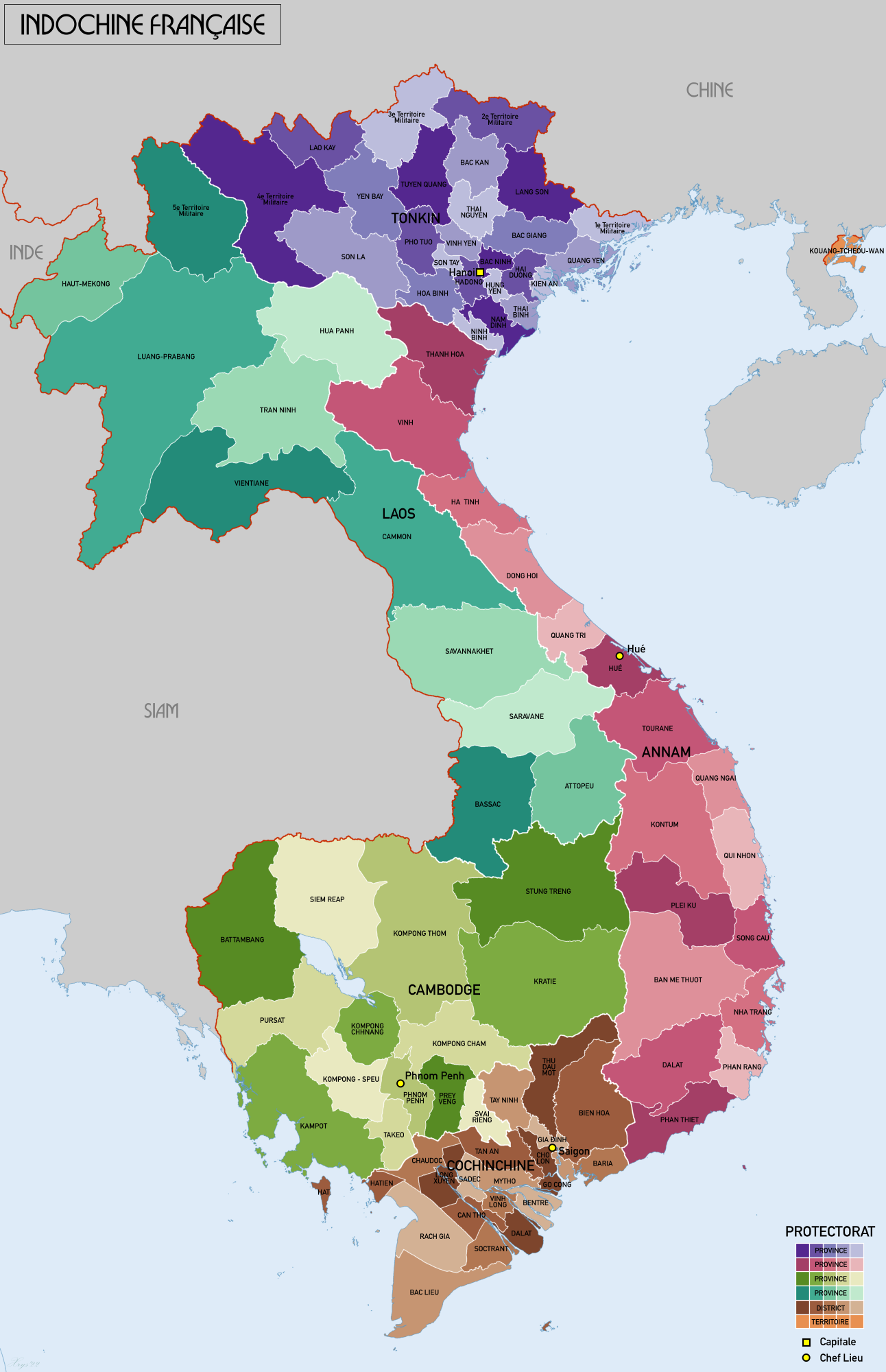
Французький Індокитай в 1937 році

### Французький Індокитай у Другій світовій війні

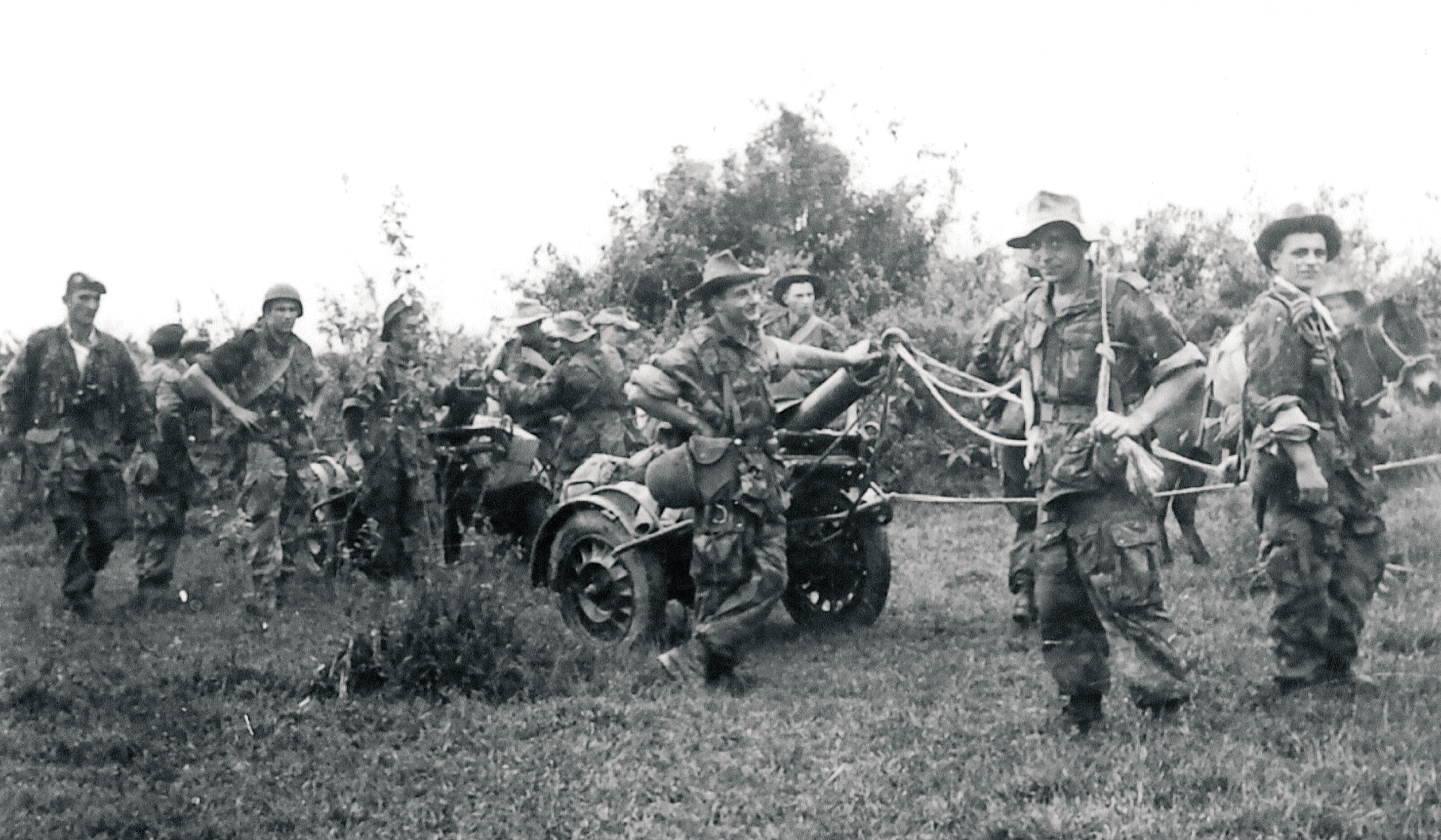
1-ша мінометна батарея Іноземного легіону під час війни в Індокитаї

Після нищівної поразки Франції в Європі у травні-липні 1940 року Таїланд скористався нагодою повернути раніше втрачені території і у жовтні 1940 року розв'язав війну. Французько-таїландська війна тривала до 9 травня 1941 року і завершилася перемогою тайських Збройних сил. В цілому тайська армія та Повітряні сили спромоглися завдати поразки французьким колоніальним військам, втім, у січні 1941 року французькі військово-морські сили режиму Віші розгромили тайські військово-морські сили в битві при Ко Чанг. Для французів в Індокитаї ця поразка стала ще одним нагадуванням про ізольоване і непевне становище колонії після розгрому метрополії. З точки зору французів амбіційний сусід скористався скрутним становищем Франції в Європі для того, щоб відірвати шматок від її віддаленої колонії, знаючи, що в метрополії зараз бракує сил для рішучої відповіді на агресію. Без допомоги і підкріплень із Франції колоніальна адміністрація не мала можливостей для організацій ефективної оборони колонії і ведення тривалої війни.

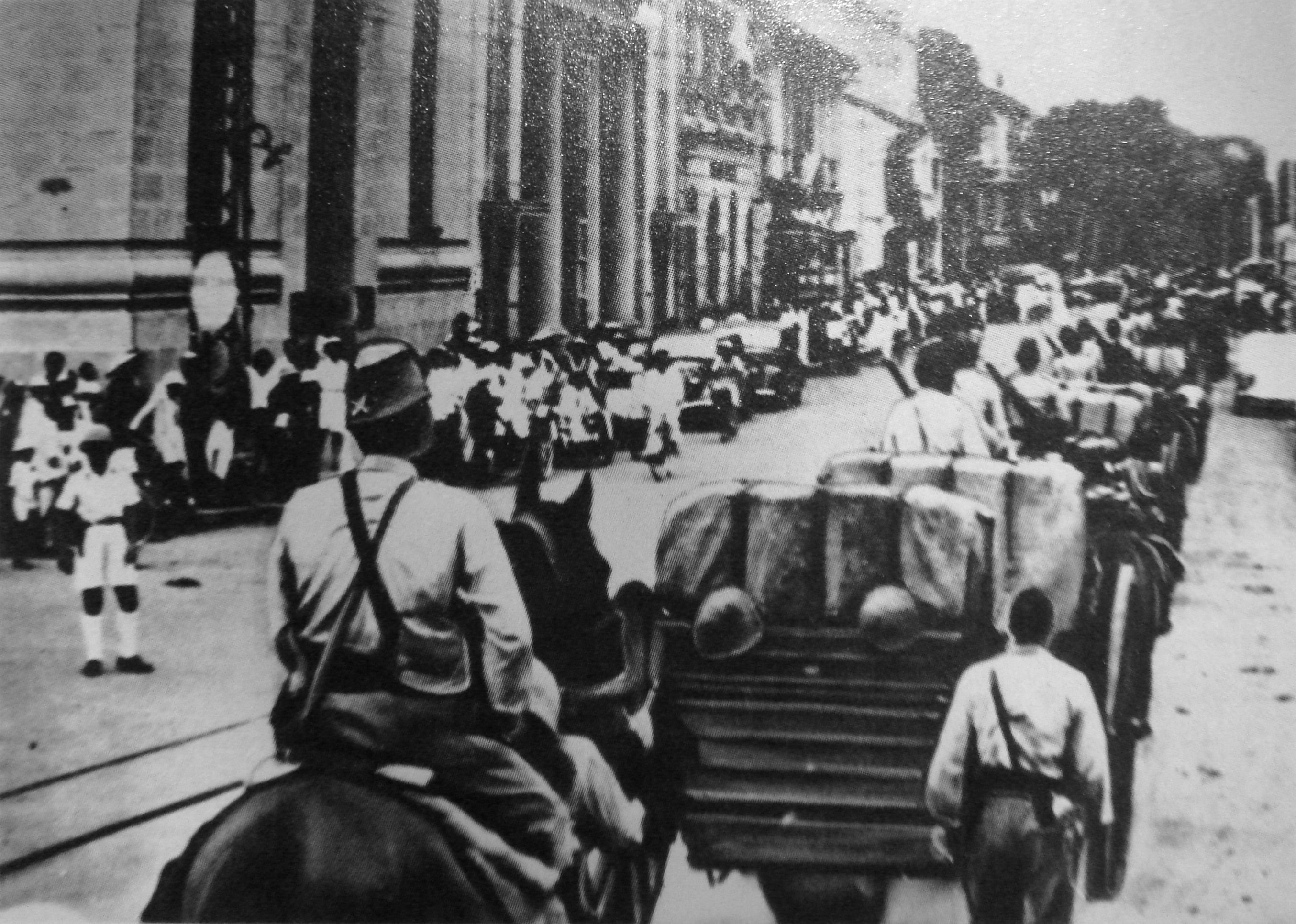
Японські війська входять до Сайгону. 1941

9 травня 1941 року в Токіо був підписаний мирний договір, згідно з яким Франція під японським тиском погоджувалася на передачу спірних території Таїланду.
У вересні 1940 року французький режим Віші під тиском задовольнив вимоги Японії про доступ її військ до Тонкіна. Розпочалася японська окупація французького Індокитаю, яка тривала до кінця війни в Тихоокеанському регіоні. Шляхом вирішення дипломатичним способом проблеми доступу до Південно-Східної Азії Імперська армія Японії отримала в такий спосіб можливість зосередити свої сили на південних кордонах Китаю для дії проти сил Чан Кайші. Одночасно відносно легко реалізовувалася політична концепція Великої східноазійської сфери співпроцвітання.
9 березня 1945 року, коли Франція була звільнена від нацистської окупації, а США впевнено перемагали японців на Тихому океані, Японія вирішила взяти під свій повний контроль Індокитай і ліквідувала французьку колоніальну адміністрацію. В'єтнам, Камбоджа та Лаос були проголошені незалежними державами, членами Великої східноазійської сфери співпроцвітання на чолі з Японією. Нова окупаційна влада проіснувала до серпня 1945 року, поки не надійшла звістка про капітуляцію Японської імперії. Загальна дезінтеграція Французького Індокитаю, лихоманкові зміни правлячої влади, воєнні дії, були помножені на кілька стихійних лих, що викликала страшний голод у Північному та Центральному В'єтнамі. Вважається, що декілька сотень тисяч людей — можливо понад мільйон — померли від голоду в 1944–45 роках.

### Після Другої світової
Після завершення світової війни у регіоні Франція спробувала скасувати франко-сіамського договір 1938 року та зміцнити свої позиції в регіоні, однак вступила в конфлікт з В'єтмінем, коаліцією комуністичних та в'єтнамських націоналістів на чолі з Хо Ші Міном, засновником Індокитайської комуністичної партії. Під час Другої світової війни США підтримували опір В'єтміня японцям; група контролювала сільську місцевість з моменту, коли французи поступилися владою в березні 1945 року.
Американський президент Рузвельт і генерал Джозеф Стілвелл у приватній розмові дали зрозуміти, що французи не повинні знову завойовувати Французький Індокитай після закінчення війни. Він сказав державному секретарю Корделлу Голлу, що для індокитайців майже 100 років французького правління були гіршими за часи, котрі були до цього. Якось Рузвельт запитав Чан Кайші, чи хоче він Індокитай, на що той відповів: «У жодному разі!»
Після війни 200 тис. китайських військ генерала Лу Хана, надіслані Чан Кайші, вторглися на північ Індокитаю північніше 16-ї паралелі, щоб прийняти капітуляцію японських окупаційних військ, і залишилися там до 1946 року. Китайці використовували В'єтнамську націоналістичну партію (в'єт. VNQDĐ), в'єтнамську гілку китайського Гоміндану, щоб посилити свій вплив в Індокитаї та чинити тиск на своїх опонентів.
У свою чергу В'єтмінь скористався тимчасовим безвладдям, щоб за допомогою вже сформованих озброєних загонів на чолі з Во Нгуєн Зіапом захопили Ханой і інші ключові міста країни. Поступово В'єтміню вдалося встановити повний контроль над більшою частиною району тропічних джунглів у Північному В'єтнамі.
2 вересня 1945 року в Ханої у присутності півмільйонної юрби політичний лідер В'єтміня Хо Ші Мін проголосив створення незалежної Демократичної Республіки В'єтнам (ДРВ). Свою промову він розпочав, перефразовуючи Декларацію Незалежності Сполучених Штатів: 
Усі люди народжені вільними. Кожного з нас Творець наділив непорушними правами: правом на життя, правом свободи та правом на щастя.
Однак, головні переможці у Другій світовій війні (Велика Британія, США та СРСР) мали попередню домовленість про те, що усі колоніальні володіння Франції залишаються за нею. У зв'язку з тим, що після завершення війни французи не мали ані кораблів, ані зброї та солдатів для перекидання їх до В'єтнаму, було вирішено, що південну частину країни тимчасово окуповують британські війська, у тої час, як північну частину займуть війська китайського Гоміндану. Після висадки своїх військ британці озброїли не лише французьких військових, які були інтерновані на території В'єтнаму, а й японські частини, які знаходилися після завершення бойових дій у країні.
Позиція ДРВ полягала в необхідності визнання В'єтнаму єдиною, суверенною та незалежною державою, яка погоджувалась поважати особливі інтереси Парижа в Індокитаї. Франція наполягала на збереженні історичного поділу В'єтнаму на три частини (Тонкін, Аннам, Кохінхіна), що мали стати окремими частинами Індокитайської Федерації.
6 березня 1946 було підписано Угоду про незалежність В'єтнаму, згідно з якою Франція визнавала Республіку В'єтнам «вільною державою», представники ДРВ погоджувались на входження до федерації та заміну китайських військ у Північному В'єтнамі, введених за рішенням Потсдамської (Берлінської) конференції 1945, на французькі. Воєнні дії припинялися. Питання об'єднання В'єтнаму мало вирішуватись шляхом референдуму. Згодом були підписані аналогічні угоди з Лаосом та Камбоджею.
Але, незабаром Франція в односторонньому порядку пішла на порушення угоди, що суттєво ускладнило подальші переговори між представниками ДРВ та Франції про статус В'єтнаму.
19 грудня 1946 року французькі війська спробували роззброїти Визвольну армію В'єтнаму у Ханої, ними було поновлено бойові дії. У січні — лютому 1947 після декількох тижнів блокади французькі частини звільнили оточений гарнізон та відтіснили партизан В'єтміня від стародавньої столиці країни міста Хюе. Але, після перших успіхів бойові дії зайшли у безвихідь.
Керівництво руху опору взяло курс на ведення затяжної партизанської війни. Це дозволило окупаційним військам до осені 1947 захопити усі великі міста Демократичної Республіки В'єтнам. Поступово війна розповсюдилася на решту колоніальних володінь Франції в Індокитаї: Лаос та Камбоджу, де комуністи при підтримці радянських та китайських фахівців допомогли організувати за зразком В'єтміня Патет Лао та Кхмер Серай відповідно.
Після 1949 року, коли китайські комуністи захопили владу у ході Громадянської війни в Китаї, В'єтмінь отримав суттєву підтримку з їх боку, особливо у постачанні зброї та боєприпасів, з якими він мав великі труднощі.
9 жовтня 1950 року поблизу Лангшона під Каобангом французькі військові зазнали першої серйозної поразки від нерегулярних загонів повстанців. До 1954 року ситуація стала практично безнадійною для французьких сил; війна була украй непопулярна у Франції, і останнім ударом для колоніальних амбіцій країни в Індокитаї стала важка поразка в битві при Дьєнб'єнфу.

### Женевська конференція
20 липня 1954 року на Женевській конференції були підписані Женевські угоди між Північним В'єтнамом та Францією. Положення включали підтримку територіальної цілісності та суверенітету Індокитаю, надання йому незалежності від Франції, оголошення про припинення бойових дій та залучення іноземних країн до внутрішніх справ Індокитаю, а також визначення північної та південної зон, в які повинні були вийти протиборчі війська. Угоди зобов'язували проведення вільних виборів, які планувалося провести під наглядом міжнародних спостерігачів у липні 1956 року, з питання об'єднання країни.
Франція відмовилася від будь-яких претензій на територію Індокитайського півострова. США та Південний В'єтнам відхилили Женевські угоди і так їх не підписали. Південно-в'єтнамський лідер Нго Дінь З'єм відкинув ідею проведення загальнонаціональних виборів, як було запропоновано угодою, заявивши, що вільні вибори неможливі на комуністичній Півночі і що його уряд не зв'язаний Женевськими угодами. Так, Франція відступила зі своєї колишньої колонії, залишивши північ на комуністів, тоді як режим Бао Дай за підтримки США утримував контроль над Півднем.
1954 році Лаос і Камбоджа також стали незалежними, але обидві держави були втягнуті у війну у В'єтнамі, що розпочалася незабаром.

## Економіка
Париж визначив свої володіння в Індокитаї як колонія для експлуатації (колонія економічної експлуатації). Фінансування колоніального уряду здійснювалося за рахунок податків на місцевих жителів, а уряд Франції встановив майже монополію на торгівлю опіумом, сіллю та рисовим вином. Французька адміністрація встановила квоти споживання для кожного в'єтнамського села, тим самим змусивши жителів села купувати та споживати встановлені кількості цих монополізованих товарів. Торгівля цими трьома продуктами становила близько 44 % бюджету колоніального уряду в 1920 році, але знизилася до 20 % до 1930 року, коли колонія почала економічно диверсифікуватися.
Основним банком колонії був Banque de l'Indochine, заснований у 1875 року, який відповідав за карбування валюти колонії — індокитайський піастр. Індокитай був другою найбільш інвестованою французькою колонією до 1940 року після Алжиру, щорічні інвестиції сягали суми до 6,7 млн франків.
Починаючи з 1930-х років, Франція почала експлуатувати регіон для добування природних ресурсів та економічно диверсифікувати колонію. Кохінхіна, Аннам і Тонкін стали джерелом виробництва чаю, рису, кави, перцю, вугілля, цинку та олова, тоді як Камбоджа стала центром посівів рису та перцю. Лише Лаос спочатку розглядався як економічно нежиттєздатна колонія, хоча там почали заготовляти невеликими масштабами деревину.
На рубежі XX століття автомобільна промисловість у Франції, що зростала великими темпами, призвела до появи й росту потужностей гумової промисловості у Французькому Індокитаї, а насадження будувалися по всій колонії, особливо в Аннамі та Кохінхіні. Незабаром Французький Індокитай став провідним виробником каучуку, а індокитайський каучук став цінним у промислово розвиненому світі. Успіх гумових плантацій у французькому Індокитаї призвів до збільшення інвестицій у колонію різними фірмами, такими як Michelin. Зі збільшенням кількості інвестицій у гірську промисловість колонії та плантації гуми, чаю та кави Французький Індокитай почав промислово розвиватися, коли в колонії відкривалися заводи. Ці нові фабрики виробляли текстиль, сигарети, пиво та цемент, які потім експортувались по всій Франції.

## Нотатки
1. ↑  Указ від 17 жовтня 1887.
2. ↑  фр. Union indochinoise; в'єт. Liên bang Đông Dương, 聯邦東洋, букв. 'Федерація Східного океану'; кхмер. សហភាពឥណ្ឌូចិន; лаос. ສະຫະພາບອິນໂດຈີນ